# Vazeilles-près-Saugues

Vazeilles-près-Saugues este o comună în departamentul Haute-Loire, Franța. În 2009 avea o populație de 42 de locuitori.